# Ana Holck
Ana Holck (Rio de Janeiro, 1977) é uma artista visual brasileira conhecida por suas obras escultóricas e instalações de grande escala, que exploram temas relacionados ao espaço urbano e à arquitetura. Iniciou sua trajetória nos anos 2000 e tem obras em acervos e exposições nacionais e internacionais.

## Biografia e formação
Ana Holck nasceu e vive no Rio de Janeiro. Ela é formada em Arquitetura e Urbanismo pela Universidade Federal do Rio de Janeiro (FAU/UFRJ), onde estudou de 1995 a 2000. Prosseguiu seus estudos com um mestrado em História Social da Cultura na Pontifícia Universidade Católica do Rio de Janeiro (PUC-Rio) entre 2001 e 2003, e obteve seu doutorado em Linguagens Visuais pela Escola de Belas Artes da UFRJ (2006–2011).

## Carreira e obra
Ana Holck iniciou sua trajetória artística com instalações em grande formato, que se destacaram pela integração de arquitetura e arte. Entre suas primeiras obras estão Elevados (Paço Imperial, 2005), Bastidor (Centro Cultural Banco do Brasil, 2010) e Splash (SESC Pinheiros, 2010). Suas instalações exploram temas de construção, desconstrução e espacialidade, utilizando materiais como metal e tecidos para questionar a estrutura dos espaços e das superfícies. Atualmente a artista pesquisa o metal e a cerâmica, mostrada pela primeira vez em exposição individual no Paço Imperial do Rio de Janeiro, na exposição Entroncados, Enroscados e Estirados em 2023. A artista foi indicada ao Prêmio Pipa em 2010 e 2011.

## Exposições individuais
Entre suas principais exposições individuais estão:
- 2024:   Deslocamentos Orbitais, Zipper Galeria,[6] São Paulo;   Ensaios Lineares, Pinakotheke Cultural, Rio de Janeiro[7]
- 2023:   Entroncados, Enroscados e Estirados, Paço Imperial, Rio de Janeiro[8]
- 2012:   Perimetrais, Zipper Galeria, São Paulo;[9] Ensaios Não Destrutivos, Anita Schwartz Galeria, Rio de Janeiro[10]
- 2005:   Elevados, Paço Imperial, Rio de Janeiro[11]

## Exposições coletivas
Ana Holck participou de várias exposições coletivas em importantes instituições e eventos. Algumas das mais destacadas incluem:
- 2024:  O mistério por baixo das pedras e dos seres, Museu Histórico da Cidade, Rio de Janeiro[12]
- 2018: A Arte Delas, Monumental Marina da Glória, Rio de Janeiro
- 2014:   Edital Arte e Patrimônio, Paço Imperial, Rio de Janeiro
- 2011:   Lost in Lace, Birmingham Museum and Art Gallery, Inglaterra
- 2009:   Borderless Generation: Contemporary Art in Latin America, Korea Foundation, Seul, Coreia do Sul

## Obras em acervos públicos
As obras de Ana Holck fazem parte de várias coleções institucionais no Brasil e no exterior, incluindo:
- Pinacoteca do Estado de São Paulo[13]
- Museu de Arte Moderna do Rio de Janeiro (Coleção Gilberto Chateaubriand)
- Museu de Arte Contemporânea de Niterói (MAC)
- Museu de Arte do Rio de Janeiro (MAR)
- Instituto Itaú Cultural, São Paulo[14]

## Prêmios e reconhecimentos
Ana Holck foi reconhecida com diversos prêmios ao longo de sua carreira:
- 2013: Prêmio Honra ao Mérito Arte e Patrimônio, IPHAN[15]
- 2011: Prêmio Itamaraty de Arte Contemporânea[16]
- 2011 e 2010: Indicação ao Prêmio PIPA[17]
- 2009: Prêmio Funarte de Artes Plásticas Marcantonio Vilaça[16]

## Publicações
Sua obra e trajetória são abordadas em diversas publicações de arte, incluindo Remains-Tomorrow: Themes in Contemporary Latin American Abstraction (2022), com uma análise de Cecilia Fajardo-Hill, e a Enciclopédia Itaú Cultural de Arte e Cultura Brasileiras.